# Vitdroppig broking

Vitdroppig broking (Panaeolus guttulatus) är en svampart som tillhör divisionen basidiesvampar, och som beskrevs av Giacomo Bresadola. Vitdroppig broking ingår i släktet Panaeolus, och familjen Bolbitiaceae. Enda kända fyndet i Sverige är från en gräsmatta på Gotland.